# Revista de còmic

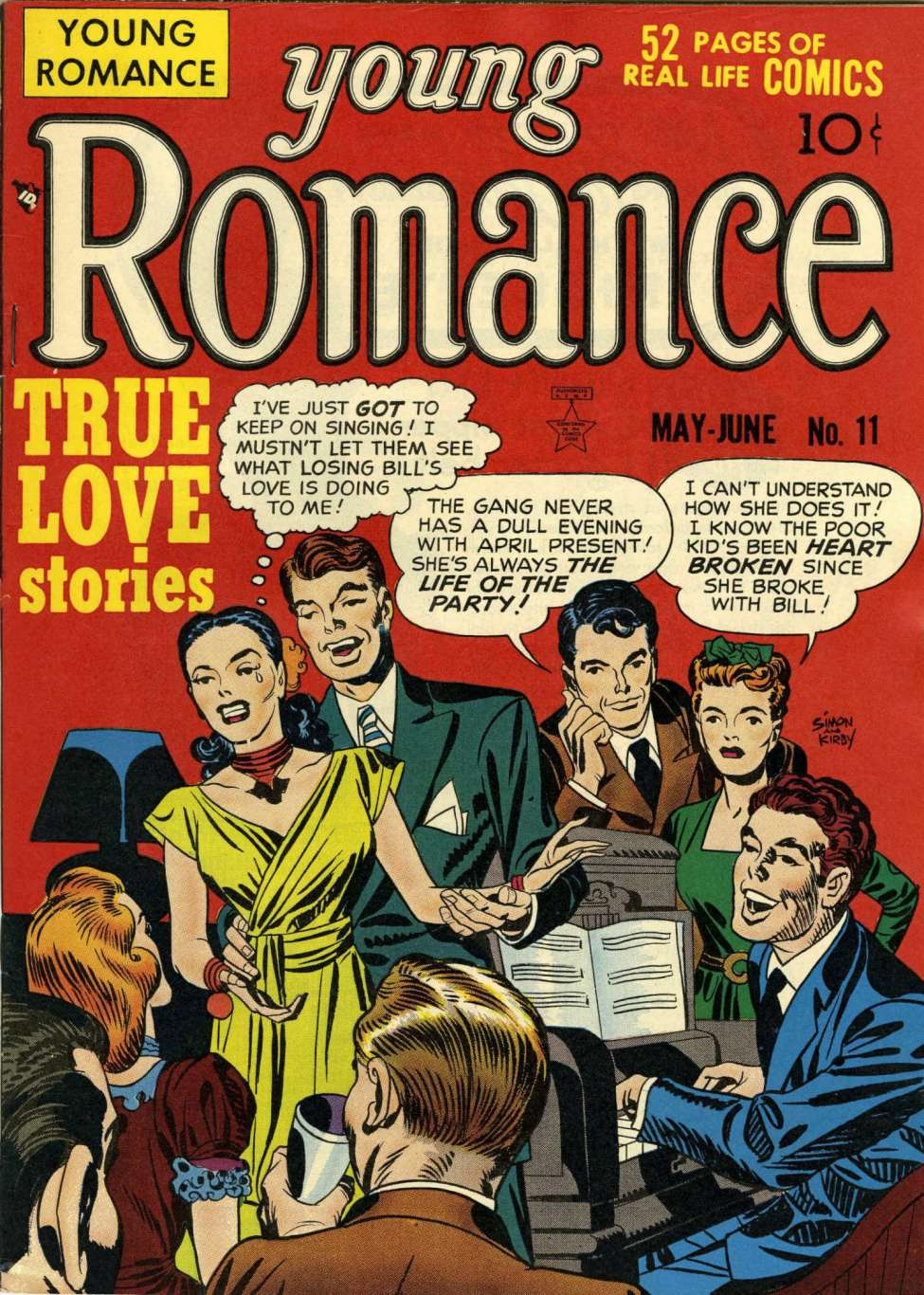
Portada de Young Romance nº 11, 1949, art de Jack Kirby i Joe Simon.

Una revista de còmic és una publicació periòdica, generalment finançada per publicitat o per lectors, destinada en part o la seva totalitat a publicar còmics; pot ser; setmanal, quinzenal o mensual. El format sol ser vertical però també pot ser apaïsat, quadern, plegat o cosit. Durant bona part del segle xx, va ser el tipus de publicació més freqüent per als còmics.
El primer còmic modern, Famous Funnies, es va publicar als Estats Units el 1933, el seu contingut consistia en republicacions de tires de premsa.

## Estructura

Les revistes de còmics solen utilitzar vinyetes per representar les històries.

Les revistes de còmics depenen de la seva organització i aspecte. Els autors se centren principalment en la mida, l’orientació i la posició de les vinyetes. Aquests trets característics del còmic són necessaris per transmetre el contingut i els missatges de l'autor. Els elements clau dels còmics inclouen plafons, globus (bafarades), subtítols i personatges. Els globus solen ser contenidors espacials convexos d’informació relacionada amb un personatge que utilitza un element de cua. La cua té un origen, un camí, una punta i una direcció punxeguts. Les tasques principals en la creació de còmics són escriure, dibuixar i pintar.
Al mercat estatunidenc, el format més comú és el còmic book, en què cada pàgina mesura aproximadament 17 x 26 cm.
Una revista de còmic es diferencia dels àlbums i les novel·les gràfiques per la seva impressió menys luxosa (columna vertebral i tapa tova, paper de mala qualitat), generalment amb un enquadernació bàsica. Per reduir els costos de la majoria de les diverses revistes publicades, es poden produir amb poques tintes, algunes fins i tot impreses en blanc i negre, on es pot utilitzar la tècnica del clarobscur. A més, el format de les revistes en blanc i negre típic dels quioscs de diaris permetia en ocasions altres exempcions, com prescindir del segell d'aprovació del Comics Code Authority als Estats Units, que només s'exigia als comic books, o a Espanya una major llibertat de continguts a l'adoptar el format i les característiques d'una publicació "seriosa", per escapar de la censura exercida per la Comisión de Información y Publicaciones Infantiles y Juveniles (Comissió de Publicacions Infantils i Juvenils), la qual pretenia controlar tot còmic susceptible de "caure en mans de l'infant", tot i que especifiqués en la seva portada que es dirigia a un lector adult. Presentaven una o diverses historietes, ja fossin autoconclusives o part d'una sèrie, amb afegitons com "Continuarà en el proper número" i similars. Les que contenen una sola sèrie, poden plantejar-se com sèries obertes o limitades.
Quan el mateix editor també publica àlbums (Bruguera, Dupuis, etc.), la revista sovint serveix de mitjà de prepublicació en format d'àlbum. Alguns còmics es publiquen prèviament a la premsa diària, setmanal, nacional o regional. Molts autors recorren a l'autoedició, llançant revistes independents conegudes com a fanzines. En assolir popularitat, la sèrie té els seus arcs històrics o històries curtes reunides en una edició enquadernada en format llibre com un àlbum. Al mercat franco-belga, controlen la publicació de la majoria de còmics. L’autor treballa dins d’un marc de temps autodenominat i és habitual que els lectors esperin sis mesos o fins i tot dos anys entre un número i un altre. La majoria d’àlbums s’imprimeixen en tapa dura, normalment de 48, 56 o 64 pàgines. Alguns editors i autors fins i tot preediten còmics en línia (webcomics).
Les revistes Manga - també conegudes com a "antologies" - solen publicar diverses sèries simultàniament, amb aproximadament 20 a 45 pàgines assignades a cada sèrie per número. Aquestes revistes varien entre les 200 fins a més de 850 pàgines cadascuna, amb un aspecte similar a les guies telefòniques. Les revistes Manga també contenen còmics d’una sola pàgina i una varietat de tires verticals de quatre fotogrames anomenades yonkomes. Les sèries manga poden continuar durant molts anys si tenen èxit, amb històries recopilades en formats de llibres, com ara tankōbons, el format de les quals s’assembla a un llibre de butxaca. Al Japó, també hi ha revistes independents, conegudes com dōjinshis. La fira de dōjinshi més gran, Comiket, atrau 500.000 visitants dues vegades a l'any.
Els anys setanta van aparèixer les botigues especialitzades en còmics. Inicialment, els còmics eren vistos com a entreteniment infantil. Tanmateix, amb el creixent reconeixement dels còmics com a forma d’art i la presència creixent de la cultura pop en convencions de còmics, ara són adoptats per molts adults.
A partir dels anys 90, es va fer ús de papers més cars, que es van començar a imprimir amb més qualitat.

## Història

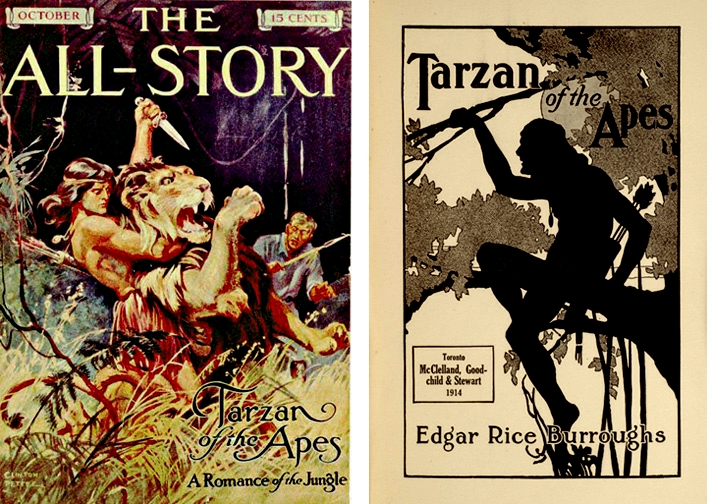
Portada i il·lustració de Tarzan d'Edgar Rice Burroughs, creada per a la revista pulp The All-Story.

En els darrers anys del segle xix, les editorials van començar a utilitzar la tècnica d’enquadernació i publicació per comercialitzar còpies literàries a baix cost i, per tant, accessibles a persones amb menor capacitat econòmica. Si les fulles no estan subjectes, sinó que només es grapen, el cost de la peça seria inferior. Per aquest mateix motiu, el treball en aquest tipus de publicacions acostuma a ser de baixa qualitat. El consum d’aquests productes va augmentar a causa de la disminució de la taxa d'analfabetisme, en resposta al creixent desenvolupament econòmic que requeria de treballadors més formats. Aquest tipus de publicacions també eren més propícies a l’intercanvi i l'endeutament (per una petita quantitat) de petita escala als quioscos, ja que el seu baix valor econòmic, la seva abundància i la seva escassa durabilitat física no van motivar el col·leccionisme.
Les primeres publicacions de revistes pulp, revistes de consum barats i populars, produïdes amb pasta de cel·lulosa, especialitzada en històries de diferents gèneres narratius, contenien històries amb il·lustracions utilitzades per descriure les escenes. Les històries il·lustrades publicades a revistes pulp semblaven còmics, que utilitzen dibuixos per explicar una història, no per casualitat. La primera versió de Superman (un dolent calb) va aparèixer el 1933 a la tercera edició del fanzine Sciene Fiction: The Advance Guard of Future Civilization, de Jerry Siegel i Joe Shuster, en un conte il·lustrat anomenat The Reign of the Superman. Més tard, el personatge es refaria com a superheroi en format de còmic.

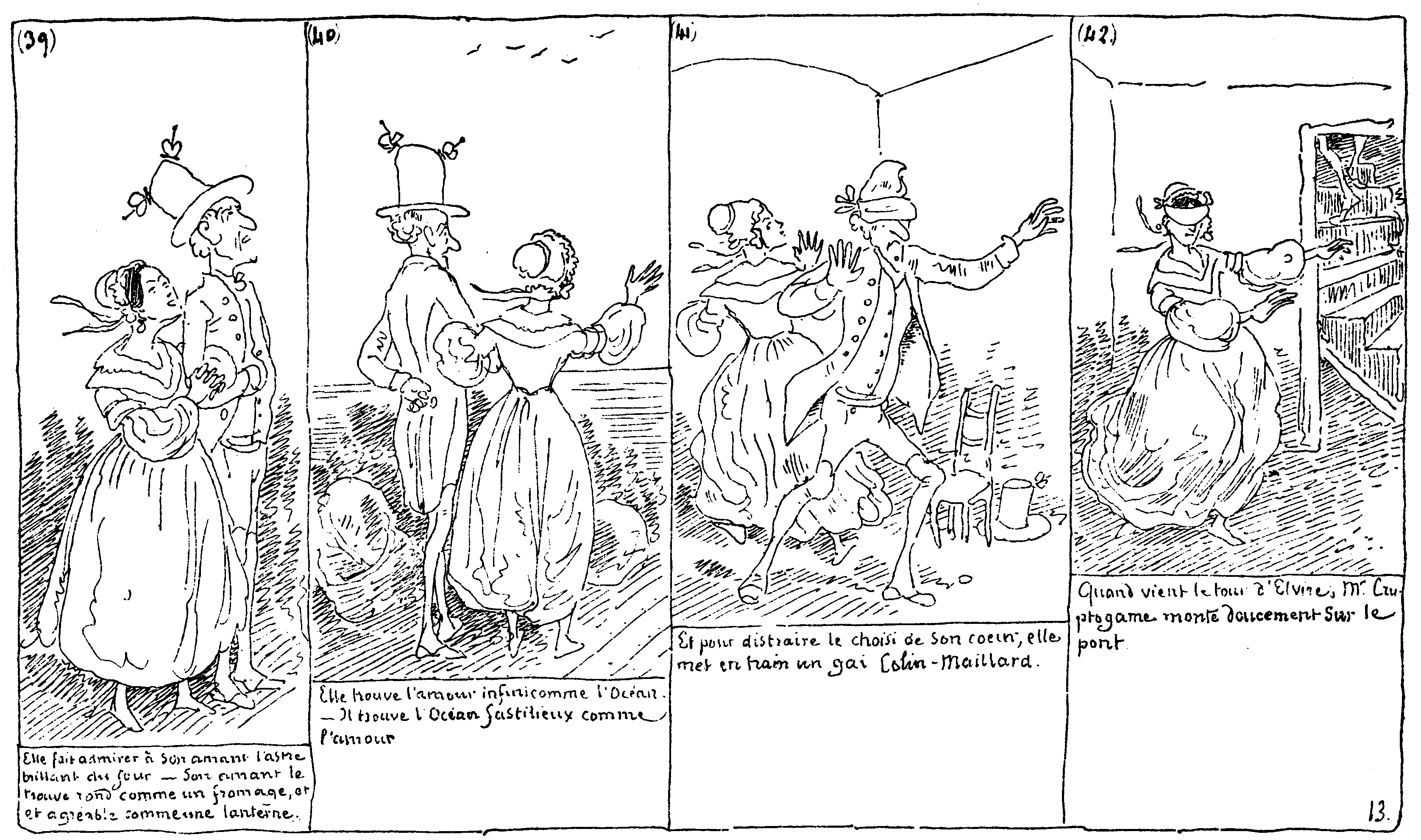
Histoire de Monsieur Cryptogame de Rodolphe Töpffer

L’origen i la distribució dels còmics sempre han estat molt variats, segons les circumstàncies del mercat, en molts casos els còmics es venien en suplements als diaris dominicals. Tot i que inicialment no tenien la intenció de publicar obres literàries, com ara novel·les en sèrie i els fulletons publicats per a publicar novel·les de Charles Dickens i altres escriptors que acompanyaven els diaris al segle xix.
La revista de còmics en el seu incís va està molt restringida a l'àmbit europeu, perquè als Estats Units d'Amèrica el còmic es publica majoritàriament a la premsa, als suplements dominicals i a les tires diàries. A Europa el còmic es comença a editar en format de revista, sent una evolució de la premsa infantil i les revistes satíriques per adults. Els primers diaris infantils inicien la seva singladura, a finals del segle xvii, amb el diari infantil anglès, The Liliputian Magacine, publicat per primera vegada l'any 1751 aquest fou el primer diari de premsa infantil que es va publicar al món i és la predecessora de les revistes de còmic. Després de Regne Unit els següents països en publicar còmics en aquest format foren França i Itàlia, per posteriorment estendre's a altres països. El primer llibre de còmics preeditat en una revista i recollit posteriorment com a àlbum va ser Histoire de Monsieur Cryptogame de Rodolphe Töpffer, que es va publicar al setmanari francès L'Illustration el 1845 durant onze números.
Regne Unit
Al Regne Unit el 1884 es va publicar la revista de còmics Ally Sloper's Half Holiday. A més de còmics també si incloïen acudits i text, però en aquesta si varen publicar els primers personatges convertits en sèries fixes. És considerada la primera revista de còmics britànica.
França
A França i dirigida a l'àmbit francòfon, el 1904 l'editorial Offensdat rebatejada després de la I Guerra Mundial com Societé Parisienne d'Édition (SPE) inicia la publicació d'una sèrie de revistes infantils i juvenils on la major part del contingut era de còmic, amb unes historietes encara primitives perquè el text era al peu de la vinyeta. El primer títol fou L'Ilustré rebatejada el 1906 com Le Petit Ilustré d'altres publicacions foren; L'Épatant el 1908, Filette el 1909 o L'Intrépide el 1910. A L'Épatant, des del número nou si va començar a publicar la sèrie Les Piets Nickelés de Lous Forton.
Itàlia
A Itàlia el diari Corriere della Sera publica el 1908 el primer número d'un suplement infantil il·lustrat amb el títol Corriere del Piccoli, considerada la primera revista de còmics editada a Italià.
Catalunya
A Catalunya i en català, s'editaven revistes infantils des del 1904 amb l'aparició de la revista En Patufet, Virolet, Esquitx, La Mainada, La Nuri o Sigronet. Precursores de les revistes de còmic, però a diferència d'algunes revistes de còmic que ja s'editaven als anys trenta en castellà, la prohibició de la llengua i l'edició en català per part de la dictadura Franquista va fer que fins al 1951 no es publiqués per primera vegada la revista L'Infantil, editada pel Seminari de Solsona, amb una distribució molt reduïda i amb poques pàgines de còmic. Hispano Americana de Ediciones va publicar la revista Els Infants el 1956.
Cavall Fort, que es publica per primera vegada el 1961 editat per Catequístics de Girona, Vic i Solsona, aquesta publicació des del seu primer numero ja té un contingut molt alt de còmics. Un dels personatges és Jep i Fidel de Josep Maria Madorell i també inclou còmic francobelga de l'editorial Dupuis. Al llarg dels anys varen col·laborar a la revista alguns dels més destacats autors de còmic catalans; Madorell, Cesc, Picanyol, Xots, Manel Ferrer, Ricard Castells, Pep Brocal, Joma, Francesc Infante, Jordi Viladoms i Oriol Garcia i Quera entre d'altres.
El 1961 L'Infantil inicia una segona època, renovant-se i acostant-se molt més a la revista de còmic més comercial i rivalitzant amb Cavall Fort. A L'Infantil i col·laboren dibuixants com; Miguel Sayrach, Albert Rué, Gin, Raf, Alberdi i Iva entre d'altres.
La revista TBO va publicar quatre números extraordinaris en català entre el 1976 i el 1977. Bruguera, va editar la revista Jordi de la qual se n'editaren dos números.
Espanya
A Espanya, la revista TBO, publicada a Catalunya en llengua castellana, va ser la publicació més important, responsable de la popularització del país, fins al punt de donar lloc al terme "tebeo" com a sinònim de còmics.
Resta del món
El model imitat arreu del món des de la revista britànica Punch de 1841 va donar lloc a les revistes Puck, Judge i Life als Estats Units. Els dos principals editors del país, William Randolph Hearst i el seu rival Joseph Pulitzer, van decidir utilitzar els còmics com una manera de vendre els seus diaris a una població immigrant que no entenia molt bé l'anglès, però que "llegia" els còmics dels diaris. Tot i que evolucionen a partir de suplements que acompanyen els diaris informatius i, en alguns països, els segueixen acompanyant, en gairebé tots els casos i en diferents graus del segle xx, es distribueixen i es venen als quioscos i els seus ingressos, a més del preu cobrat a els vostres lectors es poden basar en la inserció publicitària i la subscripció residencial. La compra de revistes de manga per subscripció va ser especialment popular al Japó a la segona meitat del segle xx.
En els primers anys de la seva història, aquests còmics ocupaven un lloc important al mercat mundial del còmic i sovint eren l'únic mitjà per publicar còmics a molts països. La majoria dels còmics estaven dirigits a nens. A tot el món, les editorials americanes DC Comics i Marvel Comics sempre han estat els productors de revistes més importants i han influït en el concepte del que és cada tipus de format actualment. Els altres dos grans mercats del còmic són el franco-belga i el japonès.
Fins a la dècada de 1990, hi havia una gran oferta de revistes especialitzades, però a tot el món des de finals dels anys noranta amb l’aparició de nous mitjans com Internet i la globalització, algunes revistes publicades notables han desaparegut i s’ha reduït el nombre de revistes de còmic, de les quals en queden poques, en comparació amb el període de major esplendor. També cal destacar que el preu del material imprès en paper és molt alt, tot i els costos de producció i deslocalització reduïts.